# Acquasanta Joe
Pour plus de détails, voir Fiche technique et Distribution.
Acquasanta Joe est un western spaghetti italien réalisé par Mario Gariazzo, sorti en 1971.

## Synopsis
Peu après la Guerre de Sécession (1861-1865), la bande de Donovan récupère un canon de l'armée sudiste. Acquasanta Joe est un pistolero, chasseur de primes. Il croise le chemin de Donovan quand celui-ci pille la banque où il avait déposé ses économies. Il commence par rapporter à Donovan un de ses hommes qui s'était enfui avec le butin de la banque. Ayant négocié le rachat du captif, Acquasanta file récupérer le butin, qu'il livre à l'armée, laquelle est inquiète des affaires de la bande de Donovan. Acquasanta fraternise avec Estella, la femme liée à Donovan. Lorsque la bande de Donovan se révolte contre son chef, celui-ci protège Acquasanta pour qu'il le mène au butin, puis s'allie à lui, afin d'éliminer les membres de son gang. A la fin, il pointe le canon sudiste sur Acquasanta pour s'en débarrasser, mais c'est sans compter sur Estella.

## Fiche technique
- Titre : Acquasanta Joe
- Genre : Western spaghetti
- Réalisateur : Mario Gariazzo
- Scénario  : Mario Gariazzo, Ferdinando Poggi
- Production : Armando Novelli pour Cineproduzioni Daunia 70
- Photographie : Franco Villa
- Montage : Ornella Chistolini
- Durée : 94 minutes
- Effets spéciaux : Basilio Patrizi
- Musique : Marcello Giombini
- Décors : Mauro Vigheti
- Maquillage : Antonio Mura
- Format d'image : 2.35:1
- Pays de production :  Italie
- Dates de sortie : 
  - Italie : 11 décembre 1971[1]
  - France : 9 octobre 1974[2]

## Distribution
- Lincoln Tate : Acquasanta Joe
- Ty Hardin : colonel Bill Donovan
- Richard Harrison : Charlie Bennett
- Silvia Monelli : Estella
- Lee Banner : Jim
- Pietro Ceccarelli : Butch
- Anthony Freeman : un comparse de Donovan
- Tuccio Musumeci : le Sicilien
- Fidel Green : le major barbu
- Alfredo Rizzo : capitaine
- Vitale Adriano
- Dante Maggio : banquier
- Virgilio Ponti : un comparse de Donovan
- Pietro Rosella
- Sergio Serafini : lieutenant sudiste
- Rosa Torosh : la fille avec Bennett
- Enrico Casadei
- Domenico Maggio : un pistolero
- Giulio Mauroni
- Gianclaudio Jabes : un pistolero
- Giuseppe Tuminelli : un officier